# FAI rent-a-jet
FAI rent-a-jet ist eine deutsche auf Bedarfsflug spezialisierte Fluggesellschaft der Allgemeinen Luftfahrt mit Sitz in Nürnberg und Basis auf dem Flughafen Nürnberg.

## Geschichte

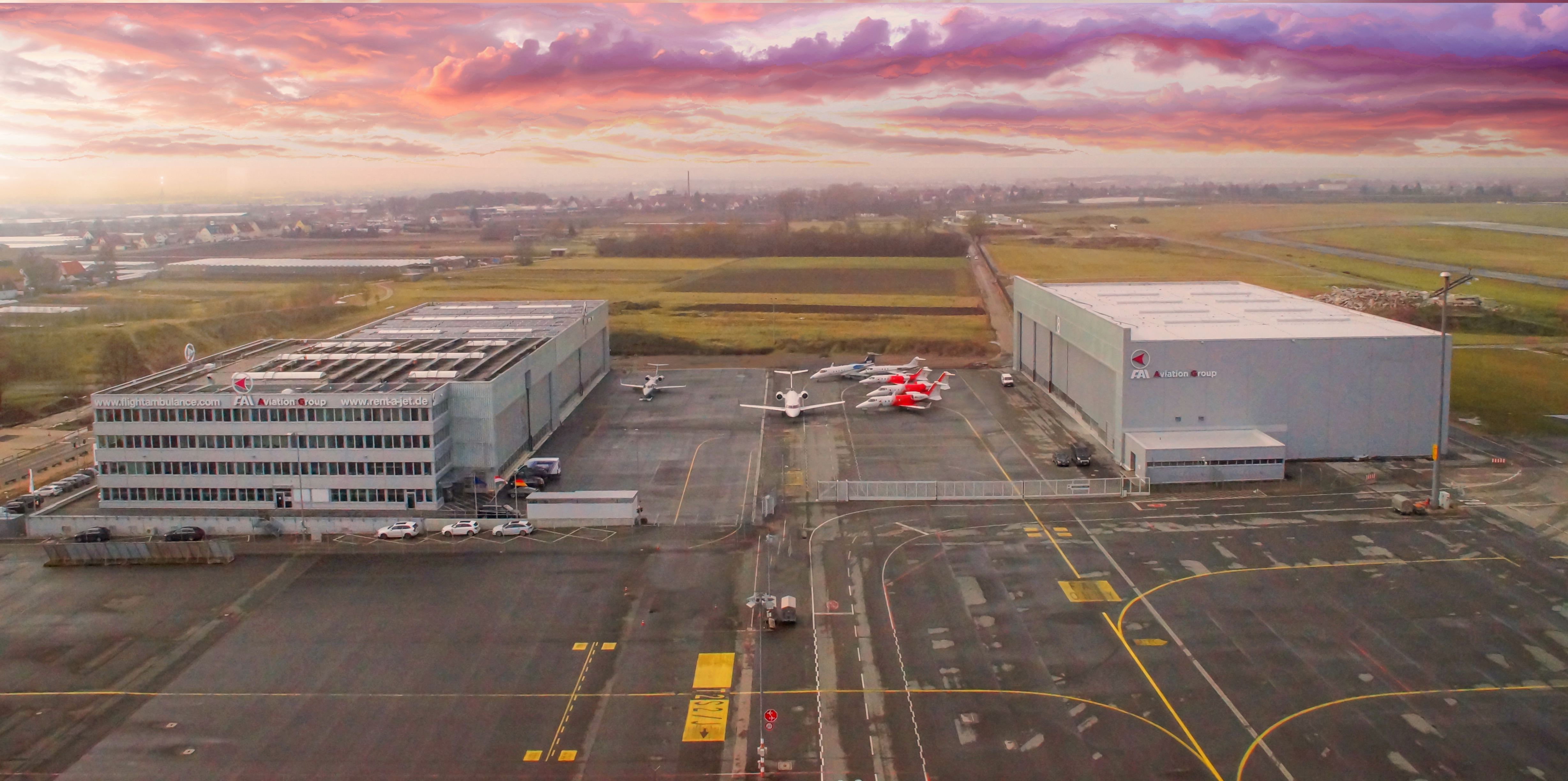
Hangar der FAI rent-a-jet

FAI rent-a-jet GmbH wurde 1986 als IFA-Flugbetriebs GmbH gegründet und 1989 nach dem Verkauf an die Axtmann Holding zunächst in FAI Flight-Ambulance-Service International GmbH & Co. KG und später in die FAI rent-a-jet AG umbenannt. Alleinaktionär heute ist die FAI Aviation Holding GmbH. Der Sitz der Gesellschaft befindet sich am Albrecht-Dürer-International-Flughafen in Nürnberg, Deutschland. FAI ist Dienstleister der ICRC (Internationaler Komitee vom Roten Kreuz), WFP (World Food Programme) und anderen global agierenden Gesundheits- und Hilfsorganisationen.

## Geschäftsmodell
FAI rent-a-jet ist einer der größten Anbieter von Charterflügen mit Business Jets in Europa. FAI erbringt Flugdienstleistungen, dazu gehören Ambulanzflüge und allgemeine Charterflüge. FAI beschäftigt ca. 180 Mitarbeiter. Die 100%ige Tochtergesellschaft FAI Technik GmbH ist ein nach EASA Part 145 zertifizierter Wartungsbetrieb mit Zweigstelle am Flughafen Berlin Brandenburg (BER). FAI Technik beschäftigt an beiden Standorten insgesamt über 100 Mitarbeiter.

## Flotte
FAI rent-a-jet betreibt die größte Flotte von Bombardier-Flugzeugen in Deutschland, mit einer Flottenleistung von ca. 12.000 Stunden p. a. Die Flotte besteht aus 18 Jets, darunter fünf Bombardier Global Express, sechs Bombardier Challenger 604 und sieben Learjet 60. FAI betreibt am Flughafen Nürnberg eine 14.000 Quadratmeter große CO2-neutrale FBO.
| Flugzeugmodell            | Anzahl |
| ------------------------- | ------ |
| Bombardier Challenger 604 | 06     |
| Bombardier Global Express | 05     |
| Learjet 60                | 07     |
| Gesamt                    | 18     |

## Umsatz
Der konsolidierte Umsatz der FAI Aviation Group betrug über €130m im Geschäftsjahr 2022.